# ホップ・ステップ・ジャンプ (西城秀樹の曲)
「ホップ・ステップ・ジャンプ」は、西城秀樹の29枚目のシングル。1979年5月21日にRCAから発売された。

## 解説
水谷公生の作曲による初めての作品である。
前作「YOUNG MAN (Y.M.C.A.)」に続く青春賛歌の第2弾であり、自然と踊りだしたくなるようなマーチのリズムで始まっている。
オリコンでは「YOUNG MAN (Y.M.C.A.)」に続く1位獲得はならなかったものの、最高位2位を記録、100位内に19週ランクインし36.9万枚のセールスとなった。これは「YOUNG MAN (Y.M.C.A.)」、「激しい恋」、「ちぎれた愛」に次ぐ4番目のセールスである。

## 収録曲
（全作詞：山崎光／作曲：水谷公生）
1. ホップ・ステップ・ジャンプ
編曲：水谷公生
2. 愛よいつまでも
編曲：佐藤準